# 峇都
峇都，是馬來西亞首都吉隆坡轄下的一個行政區暨國會選區，位於吉隆坡的北部，東接甲洞與泗岩沫，西邊依序與旺沙瑪珠（Wangsa Maju）、斯迪亞旺沙（Setiawangsa）及蒂蒂旺沙（Titiwangsa）接壤，其區域範圍包含冼都、華友花園（Taman Wahyu）、峇都肯都門（Batu Kentonmen）、怡保律（Jalan Ipoh）等地，是個印度人佔多數的地區，境內的黑風洞為峇都的著名地標及觀光景點，華人主要聚集在冼都、華友花園及美丹花園一帶。1974年2月1日，峇都與白沙羅、文良港、吉隆坡市區（KL Bandar）、新街場從雪蘭莪分割出來一同組成聯邦直轄區。

## 主要地標

黑風洞內部的祭壇

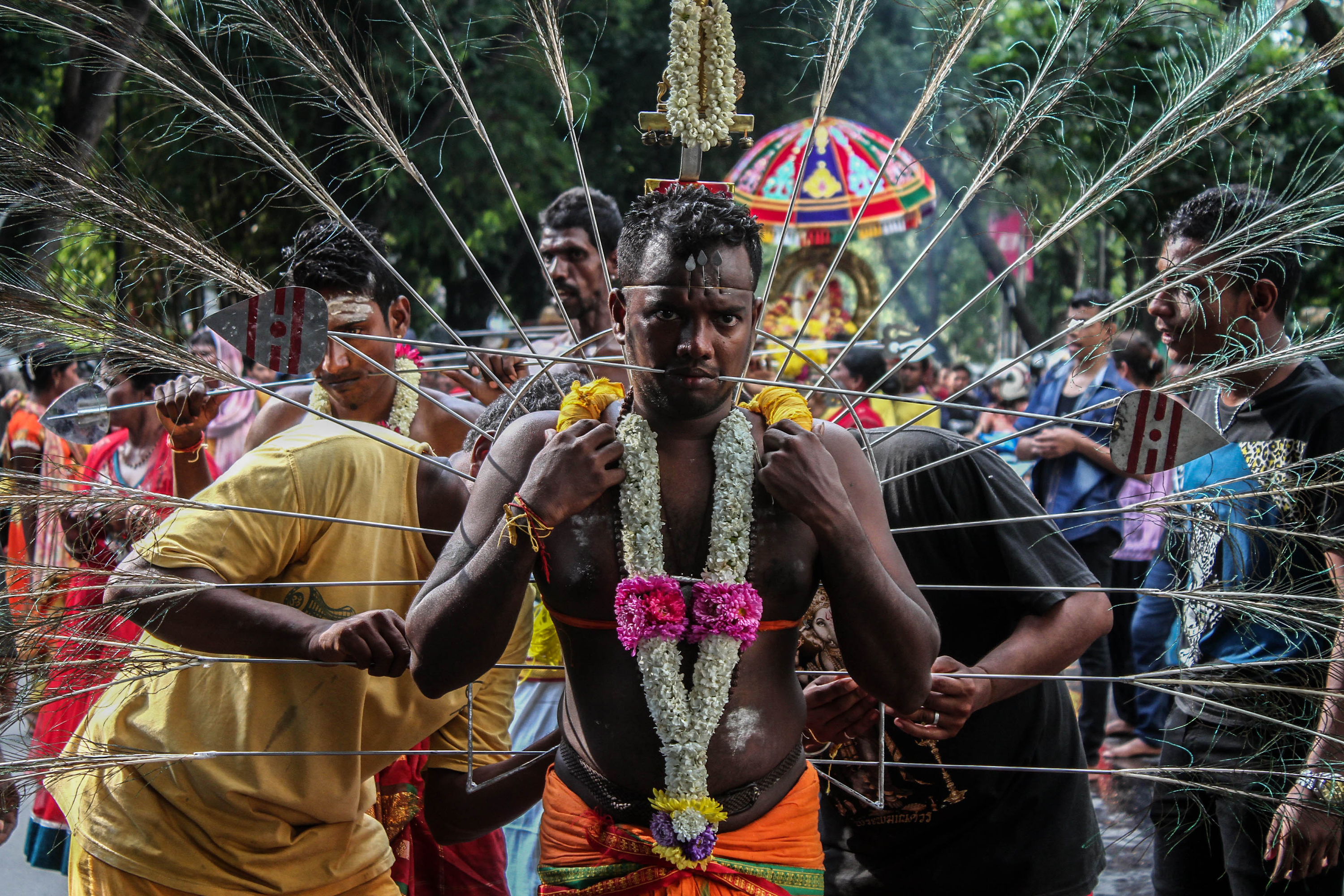
每年的大寶森節，都有許多印度教徒前來黑風洞還願

### 黑風洞
擁有272階梯的黑風洞為印度人的宗教聖地，距離市區大約13公里，位於吉隆坡與雪蘭莪的邊界。在洞前設立的姆魯甘神神像於2006年初設立，高約42.7公尺。黑風洞約有4億年的歷史，在1860年時，已有華人在洞內採掘鳥糞，為蔬菜施肥，在英國殖民後，其神秘面紗才被掀開和廣為人知。黑風洞會成為印度教的聖地，係拜一名印度商人—K·淡波沙比萊所托，他被黑風洞的陡峭山壁及鐘乳石所吸引，於是在洞內供奉印度教神仙及安置多個祭壇。自1892年，印度教徒在每年的1至2月都會聚集在黑風洞歡慶大寶森節（Thaipusam），該節慶為馬來西亞境內規模最大的宗教盛事之一。

### 峇都大都會公園

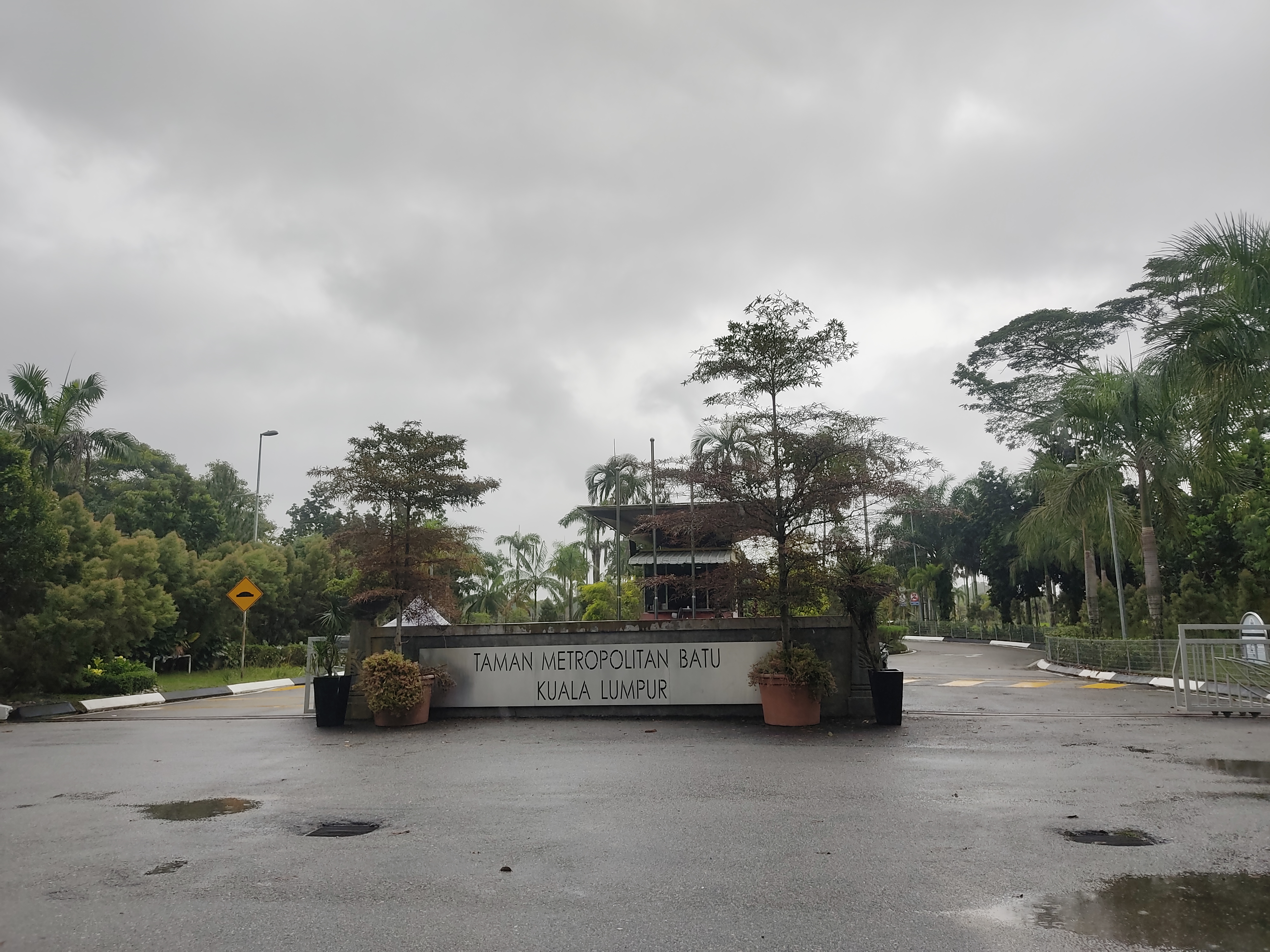
峇都大都会公园

位於華友花園及金鑾花園附近的峇都大都會公園（Taman Metropolitan Batu）於2003年啟用，佔地220英畝，為峇都區主要的綠地公園，是一個由廢礦湖改造而成的綠肺地帶，公園內設有許多設施，包含露天廣場、跑步道、自行車道、極限運動場等。

## 教育
峇都為吉隆坡的發展舊區，擁有多家華文小學及淡米爾小學的分佈，以下為峇都區華文小學的分佈。
| 学校编号 | 地区     | 中文名称         | 马來文名称            | 邮政 编码 | 位置 | 津贴 制度 | 学生 数量 | 坐标                                        |
| -------- | -------- | ---------------- | --------------------- | --------- | ---- | --------- | --------- | ------------------------------------------- |
| WBC0113  | 洗都路   | 志文华小         | SJK（C） Chi Man      | 51000     | 市区 | 全津      | 305       | 3°11′07″N 101°41′27″E / 3.1853°N 101.6907°E |
| WBC0127  | 皆得花园 | 励志华小         | SJK（C） Lai Chee     | 51200     | 市区 | 半津      | 839       | 3°11′27″N 101°40′56″E / 3.1909°N 101.6822°E |
| WBC0136  | 冼都     | 冼都中文华小     | SJK（C） Sentul       | 51000     | 市区 | 全津      | 502       | 3°10′47″N 101°41′36″E / 3.1798°N 101.6933°E |
| WBC0137  | 冼都巴沙 | 冼都巴沙平民华小 | SJK（C） Sentul Pasar | 51000     | 市区 | 半津      | 261       | 3°11′45″N 101°41′28″E / 3.1959°N 101.6912°E |
| WBC0154  | 孟加兰   | 民众华小         | SJK（C） Mun Choong   | 51200     | 市区 | 半津      | 1679      | 3°12′21″N 101°40′26″E / 3.2057°N 101.6740°E |

## 交通

### 鐵路

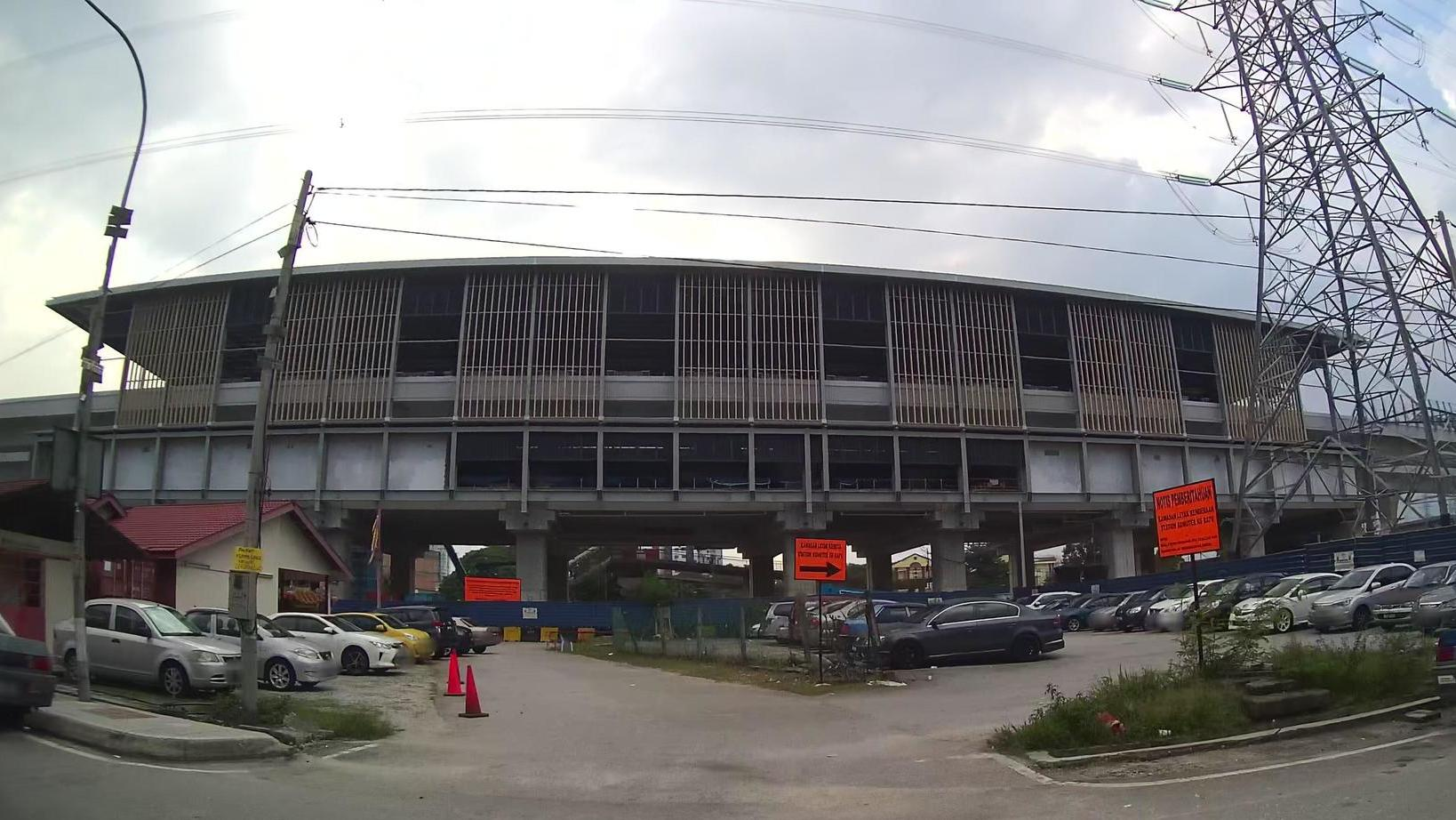
興建中的甘榜峇都站

馬來亞鐵路旗下的芙蓉線行經峇都的多個區域，為當地主要的鐵路服務，安邦線及大城堡線在冼都亦設有數站，以服務當地民眾。目前行經當地的鐵路服務並未在峇都一帶交匯，轉乘不易，興建中的布城線將改善相關情形。
| 車站編號  | 車站名称     | 原文名        | 鐵路路線             |
| --------- | ------------ | ------------- | -------------------- |
| KC05      | 黑風洞站     | Batu Caves    | 1 芙蓉线             |
| KC04      | 華友花園站   | Taman Wahyu   | 1 芙蓉线             |
| KC03      | 甘榜峇都站   | Kampung Batu  | 1 芙蓉线、12 布城线  |
| KC02      | 峇都肯都門站 | Batu Kentomen | 1 芙蓉线             |
| KC01      | 冼都站       | Sentul        | 1 芙蓉线             |
| AG01 SP01 | 冼都站       | Sentul        | 3 安邦线、4 大城堡线 |
| AG02 SP02 | 冼都東站     | Sentul Timur  | 3 安邦线、4 大城堡线 |
| PY16      | 冼都西站     | Sentul Barat  | 12 布城线            |

### 道路
峇都一帶有許多主要高速公路連接，可通往吉隆坡及雪蘭莪各個區域，包括吉隆坡第二中環公路（MRR2）、南北大道（PLUS）、大使路－淡江大道（DUKE）、大使路（Jalan Duta）、怡保路（Jalan Ipoh）、彭亨路（Jalan Pahang）及古晉路（Jalan Kuching）。